# Сапино, Шарль

Герб дворянской семьи Сапино.

Шарль Анри Фелисите Сапино де ла Рэри (3 декабря 1760, замок Сурдис, Ла Губретьер, Вандея, королевство Франция — 12 августа 1829, там же) — французский вандейский военачальник — роялист.

## Биография
Выходец из вандейского дворянства. В 1778 году поступил на службу в пехотный полк Фуа (позднее 81-й пехотный полк). В 1789 году в чине лейтенанта уходит из армии. Вернулся в свой родной город, где был избран мэром. 
В 1793 году, когда в Вандее вспыхивает восстание, направленное против революционного правительства, Сапино, вместе со своим дядей, присоединяется к  Католической и Королевской армии. Эта армия состояла по большей части из вандейских крестьян, тогда как большинство офицеров являлись местными, хорошо известными крестьянам, дворянами-землевладельцами. Армия пользовалась поддержкой местных католических священников и выступала против французской республики за восстановление власти короля.
Первое время дядя и племянник действовали вместе. Но уже вскоре дядя, Шарль Сапино де ла Верри, возглавлявший крупный отряд, был убит 25 июля 1793 года при Шантонне, после чего племянник, Шарль Сапино де ла Рэри заменил его и занял его должность. Восстание развивалось с переменным успехом, армия повстанцев была плохо вооружена и плохо обучена, однако постоянно росла численно —  вплоть до битвы при Шоле, где потерпела страшное поражение. Во время событий, последовавших за битвой при Шоле — отступление, переправа через Луару, неожиданное нападение на республиканцев, полагавших что противник разбит, победа, а затем ряд крупных поражений подряд, приведших к разгрому вандейцев Марсо и Клебером, Сапино со своим отрядом сперва находился в составе основной армии, но после сражения за Ле-Ман отделился от неё и стал действовать отдельно. После смерти от ран военачальника Шарля Ройрана, Сапино возглавил одно из самых крупных подразделений вандейцев (из тех что остались), и в течение 1794 года сражался, командуя им, его против адских колонн.
В апреле 1794 года четыре ключевых на тот момент вандейских генерала, которые до этого сражались порознь, подписывают договор о взаимопомощи. Отныне Сапино, Шаретт, Стоффле и Гаспар Бернар де Мариньи решают действовать сообща. Однако Шаретт и Стоффле быстро ссорятся с де Мариньи и подвергают его военному суду, который осуждает его за смерть. Сапино занимает промежуточную позицию и  отказывается поддерживать это решение. В результате де Мариньи был расстрелян позже людьми одного Стоффле.
В конце 1794 года республиканцы подписывают мир с Сапино и Шареттом, однако этот договор продержался недолго. В 1795 году Сапино вновь берется за оружие, однако на этот раз силы вандейцев оказались уже на исходе. Был захвачен и казнён республиканцами Стоффле, несколько позже Шаретт, и Сапино, у которого осталось только несколько десятков бойцов (от всей бывшей армии) вынужден был подписать мир с республиканцами вновь (в конце января 1796 года).
После этого Сапино женился в 1797 году на Марии-Луизе Шаретт, родственнице павшего генералиссимуса вандейцев. 
В 1799 году, в связи с событиями  войны Второй коалиции, роялисты Вандеи выступили снова, надеясь на военную поддержку со стороны Англии, Австрии и России. Однако в 1800 году Россия вышла из войны, а пришедший к власти Бонапарт разгромил австрийцев при Маренго, заключил мир с Англией, и провозгласил широкую амнистию оставшимся без союзников участникам вандейского мятежа, после чего мнения повстанцев разделились. Сапино, точка зрения которого была одной из решающих, высказался за мирные переговоры, и, вместе с другими лидерами вандейцев, подписал в 1800 году с генералом Брюном мир в Монфоконе, после чего на много лет отошёл от дел.
В 1814 году, после Первой Реставрации Бурбонов, Сапино был произведён в генерал-лейтенанты. В 1815 году, во время Ста дней он в четвёртый раз поднимает восстание и сражается рядом с Шарлем Дотишампом и Луи де Ларошжакленом, однако после поражения при Рошсервьере вновь выступает за мир. Этот мир вандейские военачальники подписали с генералом Ламарком уже после поражения главных сил Наполеона в битве при Ватерлоо.
Получив после Второй реставрации титул пэра Франции, Сапино прожил ещё 14 лет и скончался в своём родовом замке в той самой Вандее, на землях которой сражался столько лет.

## Награды
- Пэр Франции (  Королевство Франция).
- Шевалье ордена Почётного легиона (  Королевство Франция).
- Командор ордена Святого Людовика (  Королевство Франция).
- Кавалер ордена Карлоса III ( Королевство Испания).